# Dipperdredger
Een dipperdredger (ook wel backhoe) is een type grijperkraanbaggerschip. Hij bestaat uit een hydraulische graafkraan die op een baggerponton staat. Dit baggerponton is over het algemeen door drie spudpalen gestabiliseerd en wordt soms zelfs door deze drie palen uit de drijvende positie gehesen. De Engelse term hiervoor is een jackup pontoon. 